# Cathédrale Notre-Dame-de-l'Assomption de Saint-Pierre de la Martinique
 (avril 2025).
Si vous disposez d'ouvrages ou d'articles de référence ou si vous connaissez des sites web de qualité traitant du thème abordé ici, merci de compléter l'article en donnant les références utiles à sa vérifiabilité et en les liant à la section « Notes et références ».
La cocathédrale Notre-Dame-de-l'Assomption de Saint-Pierre de la Martinique, anciennement église du Mouillage, puis cathédrale Notre-Dame-du-Bon-Port, est une église située à l'angle de la rue Victor Hugo et de la rue Dupuy dans le quartier du Mouillage à Saint-Pierre, dans l'île de la Martinique.

## Histoire
Une première église faisant office de chapelle privée, est édifiée dans le quartier du Mouillage à Saint-Pierre en 1654 dans le cadre de la création d'un couvent dominicain par le Père Boulogne. Son emplacement attire rapidement beaucoup de fidèles, marins et flibustiers pour la plupart, qui viennent prier dans cette chapelle conventuelle. La chapelle et son clocher sont ruinés à la suite d'un bombardement anglais de la rade de Saint-Pierre en 1667 au cours du combat naval opposant la flotte anglaise aux navires de la Compagnie française des Indes occidentales. 
Une reconstruction est envisagée et se réalise en 1675, lorsque les officiers de la flotte du Roi mettent à disposition la main-d’œuvre de leurs matelots, sans doute appuyée de l'aide des paroissiens, et offrent de transporter les matériaux nécessaires. L'édifice, de style néoclassique, présente un plan en croix latine avec une nef terminée par une abside semi-circulaire et des bas-côtés qui s’achèvent par des absidioles également en hémicycle, alors que le transept est extrêmement saillant.  
La nef est séparée des bas-côtés par des colonnes porteuses en bois d'ordre dorique supportant des voûtes. Il est probable que les deux pièces annexes des bas-côtés servaient de sacristie et de presbytère. Un escalier précède l'entrée principale de l'église. Église du Mouillage dès 1694, elle devient, à la suite de la délimitation des trois paroisses de Saint-Pierre, l'une des églises paroissiales  sous le vocable de Notre-Dame-du-Bon-Port, en l'honneur de la Vierge des Marins.  
En 1784, le chœur de l'église s'enrichit d'un remarquable maître-autel en marbre blanc, représentant la Cène et les quatre évangélistes, dont chaque bas-relief est encadré par un groupe de colonnettes ioniques. En 1816, une assemblée paroissiale, indignée par l'absence d'un clocher, décide d'en voter la construction. L'édifice est alors renforcé par des contreforts, particulièrement vers le clocher unique qui surmonte le premier niveau. 

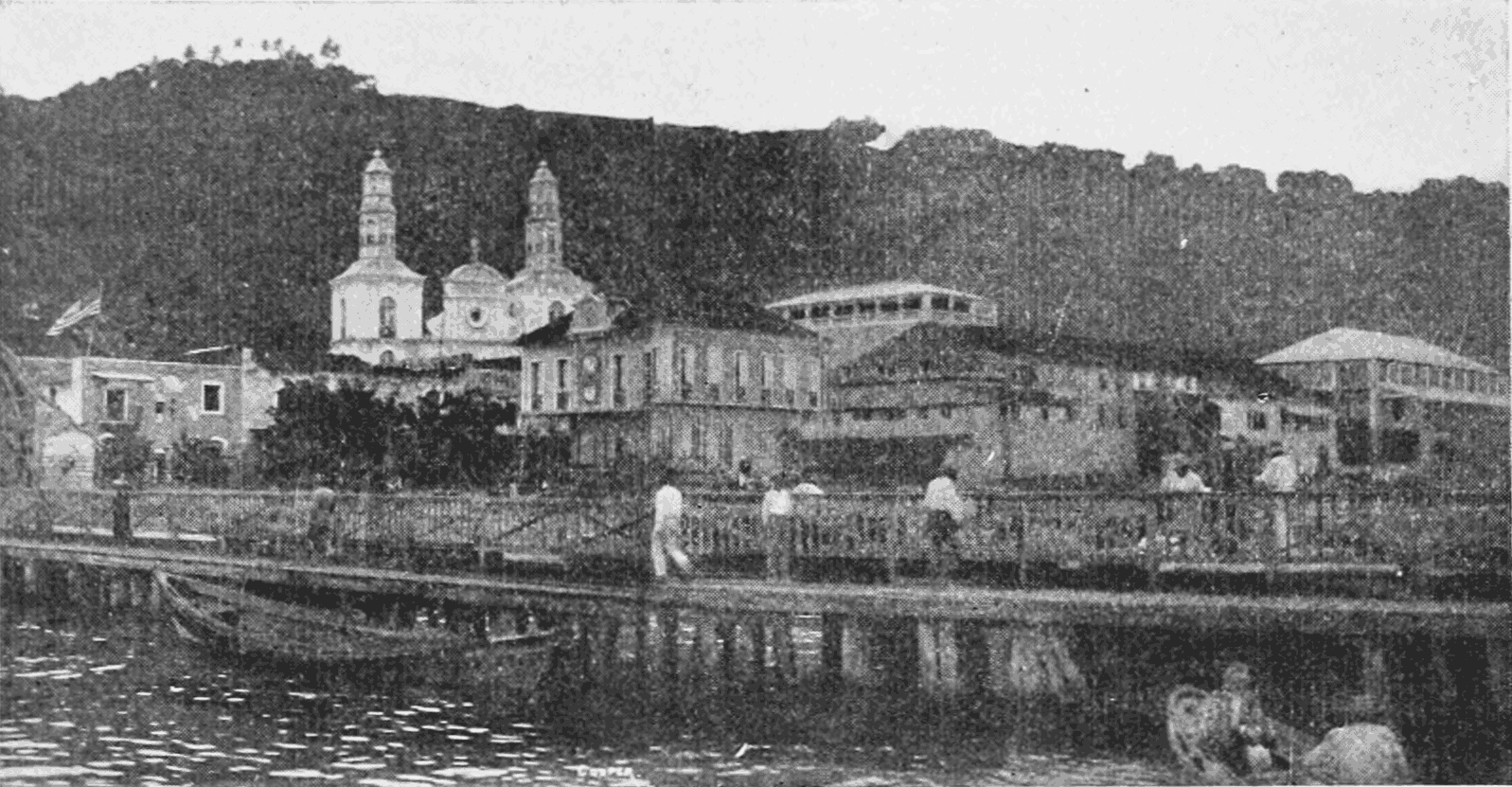
Cathédrale Notre-Dame-du-Bon-Port vue depuis la baie de Saint-Pierre.

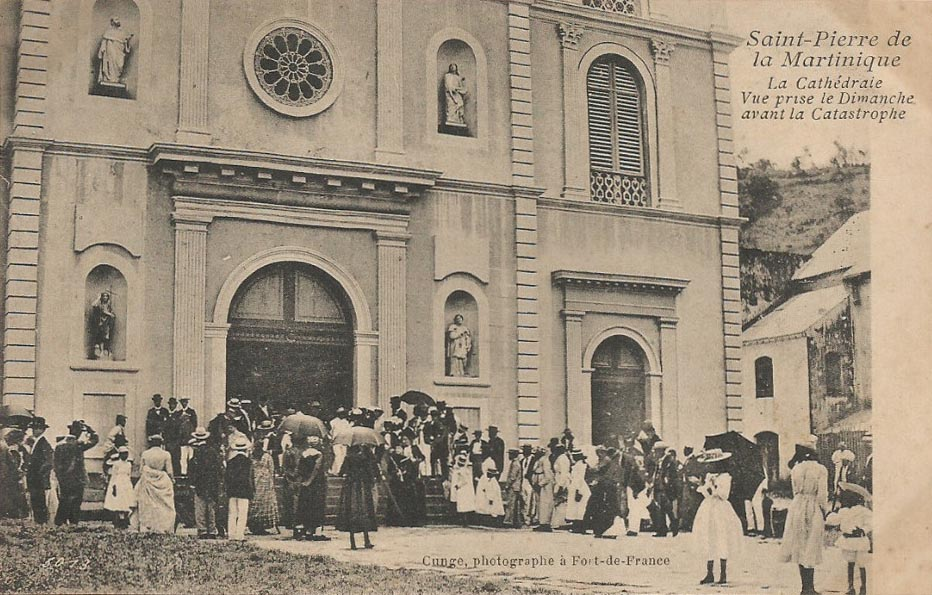
Cathédrale Notre-Dame-du-Bon-Port : sortie de la messe du dimanche 4 mai 1902.

Lorsque le 18 décembre 1850 le diocèse de Martinique est érigé par une bulle papale, le siège épiscopal est établi à Fort-de-France. Mais, la ville de Fort-de-France ne s’est pas encore remise du tremblement de terre de 1839 et ne peut offrir à l’évêque aucune résidence, alors que la cathédrale est encore en construction. Mgr Étienne-Jean-François Le Herpeur fait donc le choix de résider à Saint-Pierre et une bulle papale du 12 mai 1853 le nomme évêque de Saint-Pierre et de Fort-de-France. Dès 1851, les autorités envisagent d'agrandir l'église Notre-Dame-du-Bon-Port qu'ils jugent trop exiguë, afin d'avoir un monument religieux digne de sa nouvelle fonction de première cathédrale de la Martinique. Les plans d'agrandissements de l'église et les devis sont adoptés en Conseil privé du 21 juillet 1854, alors que le gouverneur de la Martinique Louis Henri de Gueydon, après avoir inspecté l'église, trouve qu'ils sont mauvais et non satisfaisants, et que les devis sont incomplets. Par conséquent, il demande à l'ingénieur Scheffler, chef de bataillon du Génie de la colonie de Martinique, de modifier les plans, car il les considère comme défectueux.   
Scheffler s'associe à Robinet, capitaine du Génie et chef des Ponts et Chaussées de l'arrondissement de Saint-Pierre, pour dessiner les plans de la cathédrale en 1855. Il décide de perpétuer le style néo-classique déjà utilisé pour l'église du Mouillage. L’édifice est fermé en octobre 1854 par décision du Conseil de la cathédrale pour permettre aux travaux d'agrandissements et de restaurations de débuter en juillet 1855. Néanmoins, la lenteur d'exécution des travaux pousse Monseigneur Le Herpeur à écrire une lettre au Ministre de la Marine et des Colonies pour lui rappeler que la cathédrale est fermée depuis plusieurs mois et qu'une population de 8 000 âmes est privée de temple pour se réunir et prier. Il demande au ministre que la partie neuve de l'édifice soit livrée au culte, car on peut y rassembler un grand nombre de fidèles. Le ministre répond favorablement à la demande de l'évêque, mais un affaissement de 36 centimètres se produit, ralentissant à nouveau le bon déroulement des travaux.   
Une commission supérieure, présidée par l'ordonnateur de la Martinique Louis-André Lagrange, assisté par le conseiller privé Borrassy, et composée de Scheffler et d'autres hauts dignitaires de l'île, est nommée le 14 juillet 1855 afin de procéder à une enquête sur les causes de l'affaissement qui s'est produit au point central de la toiture, car cela peut compromettre la solidité de l'édifice. La commission est autorisée à faire suspendre les travaux et même à interdire provisoirement l'accès de l'édifice si elle le juge nécessaire, ce qu'elle décide finalement de faire, car l'état général de la charpente et des murs de la cathédrale peut provoquer l'écroulement de tout le bâtiment.   
Scheffler et Robinet établissent donc de nouveaux plans et de  nouveaux devis à la suite de l'examen de la charpente en bois par le gouverneur. Ils sont acceptés le 21 août 1855 et le devis estimatif de la nouvelle cathédrale s'élève à 10 0000 francs, auxquels s'ajoute une somme de 11 185,11 francs allouée pour les frais imprévus. Ces nouveaux plans prévoient d'allonger les deux chapelles latérales jusqu'à la nef unique pour en faire des bas-côtés. En septembre 1855, les nouveaux plans et les devis sont présentés par l'ordonnateur à Monseigneur Le Herpeur qui les approuve. Selon l'ordonnateur le plan est conforme aux données générales exposées dans la délibération du Conseil privé du 21 août 1855. Les travaux reprennent et s'étalent jusqu'en décembre 1856 en raison de diverses défections.   
La cathédrale Notre-Dame-du-Bon-Port est consacrée en 1859. De nouveaux travaux de restauration pour la façade principale de la cathédrale sont entrepris en 1861, durant lesquels la façade néo-classique fait place à une façade de style néo-baroque. Les travaux s'achèvent par la construction des deux tourelles de la façade et du clocher en 1885 à l'instigation du père Cudennec, curé de la cathédrale. L'intérieur de la cathédrale Notre-Dame-du-Bon-Port est également l'objet de nombreux aménagements et décorations. Ainsi, le trône de l'évêque et 20 stalles sont installés en 1856. Une cloche est ramenée de la ville de Kertch (Crimée) par l'amiral Bruat et installée comme bourdon de la cathédrale le 28 juillet 1857. Le 21 juin 1882, un nouvel orgue, construit en quelques mois à Paris en 1859 par Aristide Cavaillé-Coll à la demande de Mgr Martin, est installé dans la cathédrale en remplacement de l'ancien instrument datant d'avant 1852 qui est transféré dans un autre lieu de culte.  
La cathédrale Notre-Dame-du-Bon-Port est détruite en grande partie le jeudi 8 mai 1902 vers 8 h lors de l'éruption de la montagne Pelée qui dévaste entièrement Saint-Pierre. Beaucoup de Pierrotins qui s'y étaient réfugiés y trouvent la mort, surpris dans leurs prières alors que s'y déroule la messe de l'Ascension. Pleine de fidèles, la cathédrale en feu se transforme en un véritable crématorium dont la chaleur fait fondre les cloches en bronze suspendues aux clochers. L’évêque, Monseigneur Marie-Charles-Alfred de Cormont, échappe à la catastrophe grâce à ses adversaires politiques qui, craignant son influence durant cette période d'élections législatives, l’obligent à prendre congé pour la métropole.
Lors de l'éruption principale du 8 mai, une partie de la façade de la cathédrale est épargnée, notamment la tour droite, qui ne perd que son clocheton en bois et dont la structure maçonnée reste intacte.

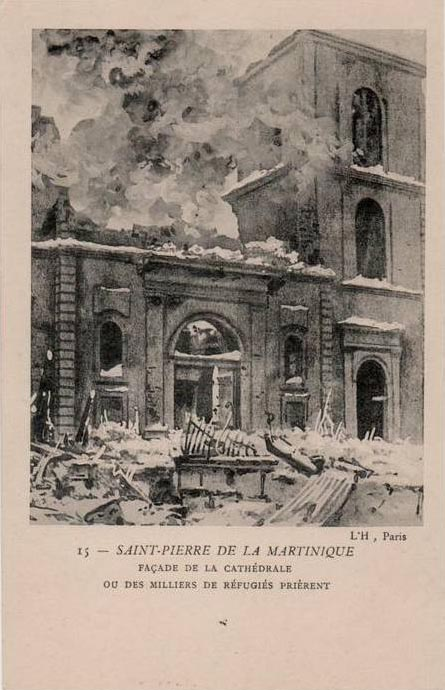
Façade ruinée de la cathédrale le 8 mai 1902.
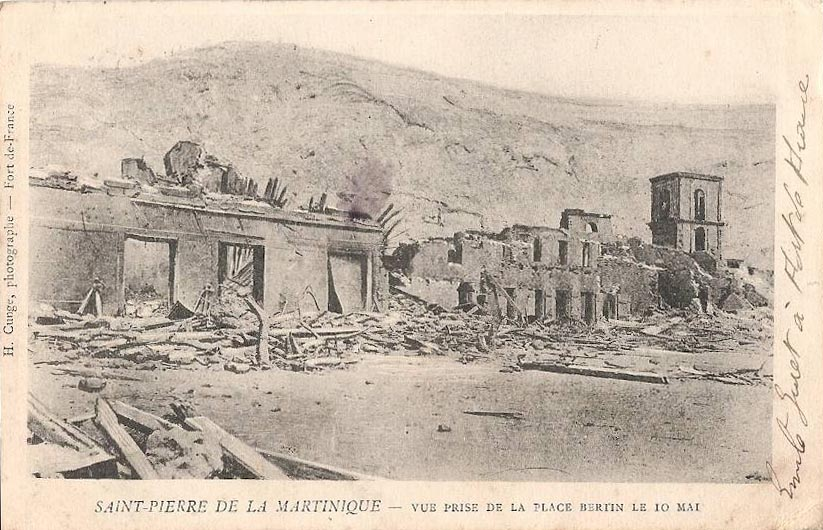
Tour subsistante de la cathédrale vue de la place Bertin le 10 mai 1902.
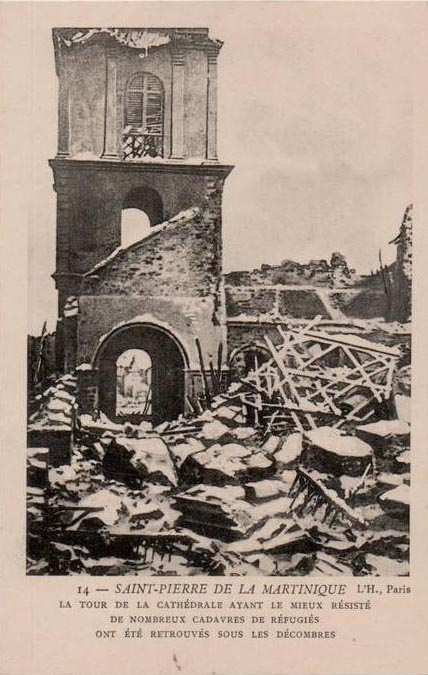
Tour subsistante de la façade le 10 mai 1902.

L'éruption suivante du 20 mai 1902 finit d’effondrer la façade jusqu'au premier niveau. Le sol, une partie du parvis, une cloche, un pan de mur du chœur et le maître-autel résistent aussi à la catastrophe.

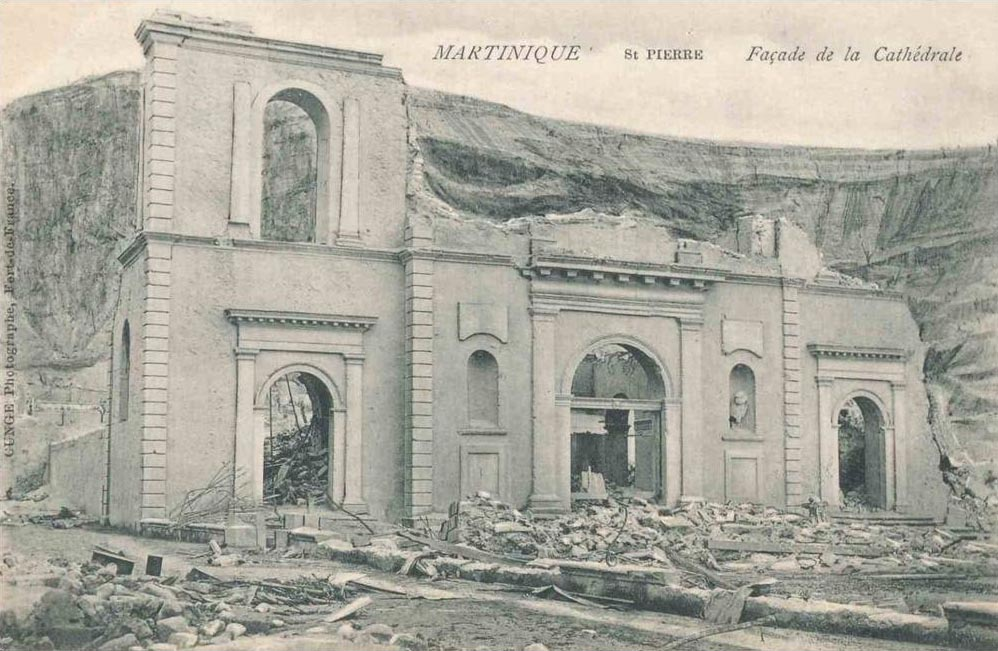
Façade ruinée de la cathédrale après l'éruption du 20 mai 1902.
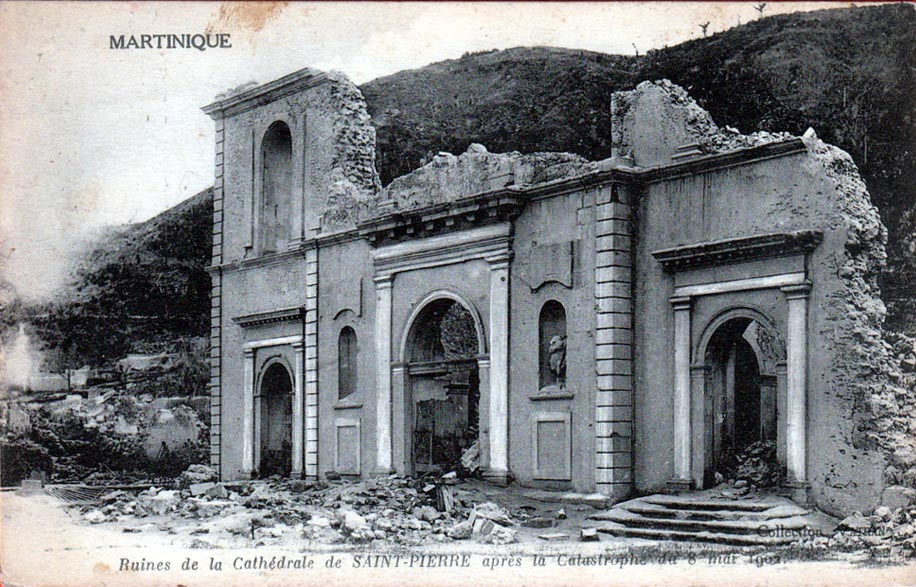
Façade ruinée de la cathédrale après l'éruption du 20 mai 1902.
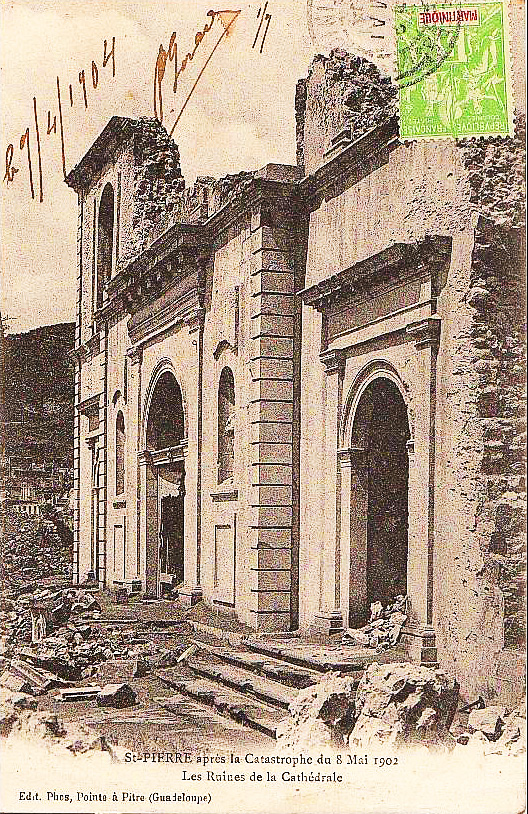
Façade ruinée de la cathédrale.
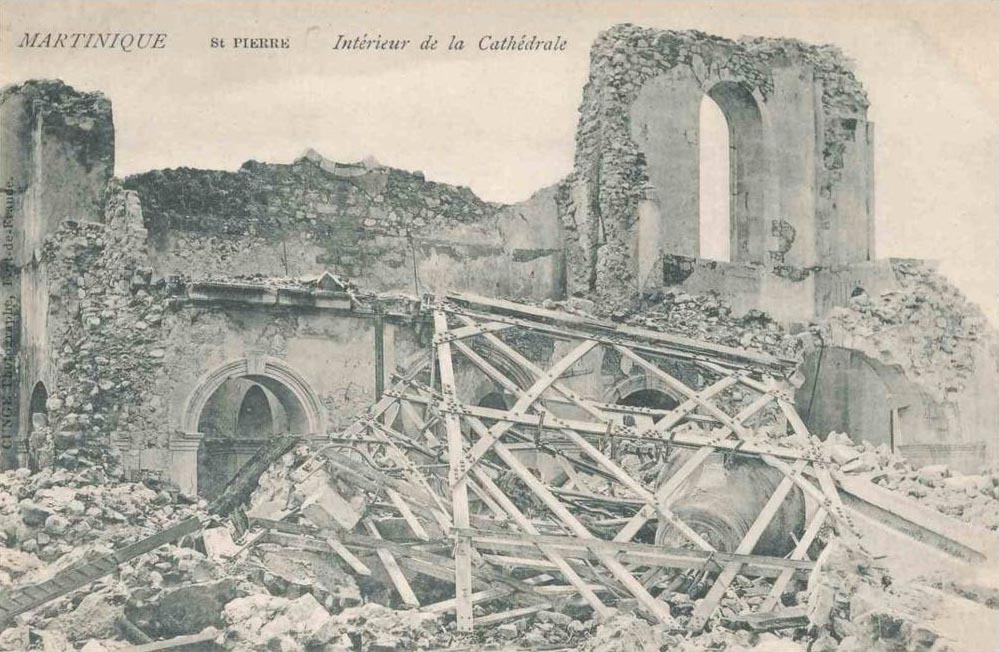
Intérieur ruiné de la cathédrale après l'éruption du 20 mai 1902.
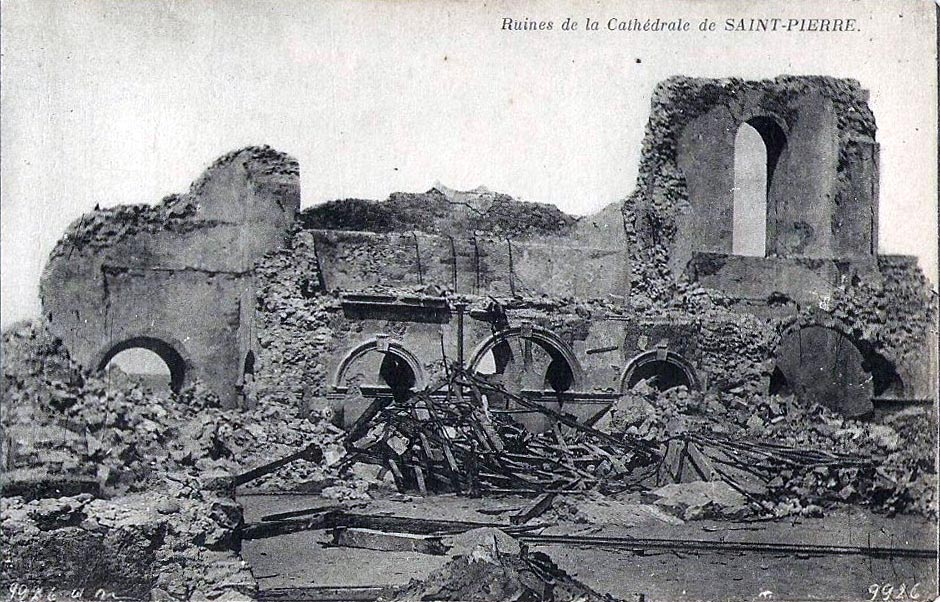
Intérieur ruiné de la cathédrale après l'éruption du 20 mai 1902.
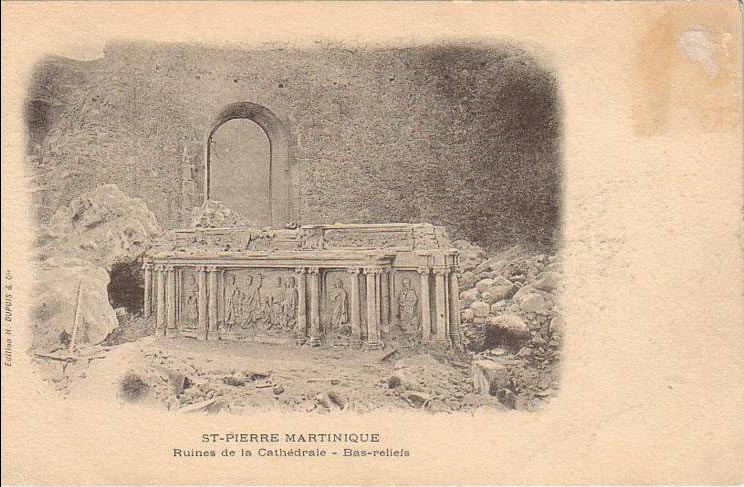
Vestiges du maître-autel dans les ruines du chœur de la cathédrale.

Après la destruction complète de la ville de Saint-Pierre, le siège épiscopal est déplacé à la cathédrale Saint-Louis de Fort-de-France, où il demeure toujours actuellement. Bien que quelques cérémonies religieuses commémoratives s'y tiennent parfois, les ruines de l'ancienne cathédrale Notre-Dame-du-Bon-Port sont laissées à l'abandon, comme le reste de la ville sinistrée, et sont soumis au pillage des gens venus des îles d'à côté et des communes voisines pour chercher du marbre ou s'attribuer des statues. L'Église participe aussi à la dispersion du patrimoine subsistant de la cathédrale ruinée. Ainsi, le remarquable maître-autel en marbre blanc, qui a résisté à la catastrophe, est transporté au musée de Cluny à Paris, où il est exposé quelques années avant d'être laissé à l'abandon dans les caves du musée. Le bourdon subsistant de la cathédrale, complètement tordu par la chaleur, est vendu aux enchères à Fort-de-France et offert au pape Pie X en 1907 comme témoin de la catastrophe. Le bénitier de la cathédrale est conservé à l'église Saint-Laurent de Paris.

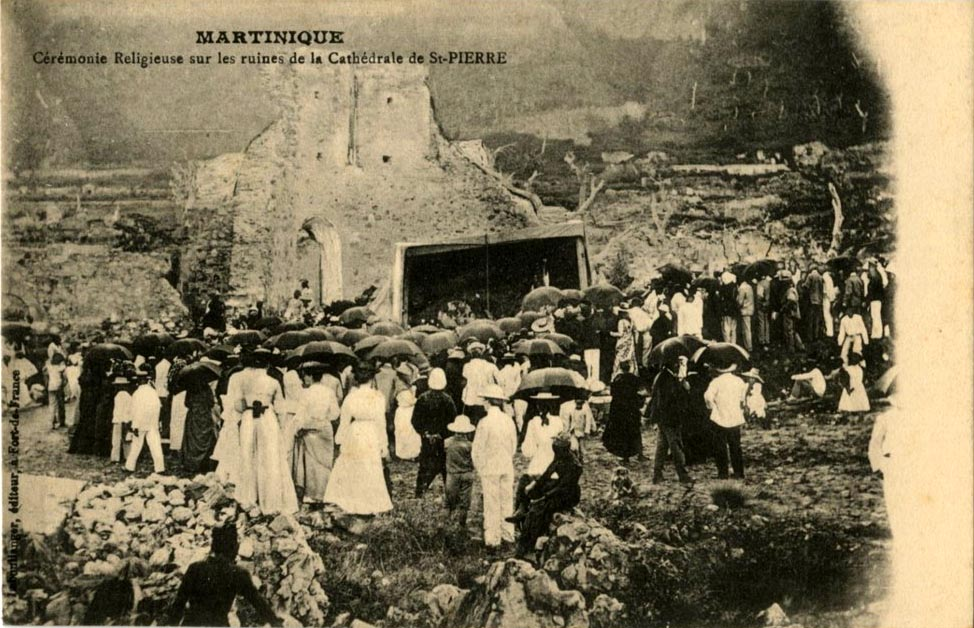
Cérémonie religieuse sur les ruines de la cathédrale.
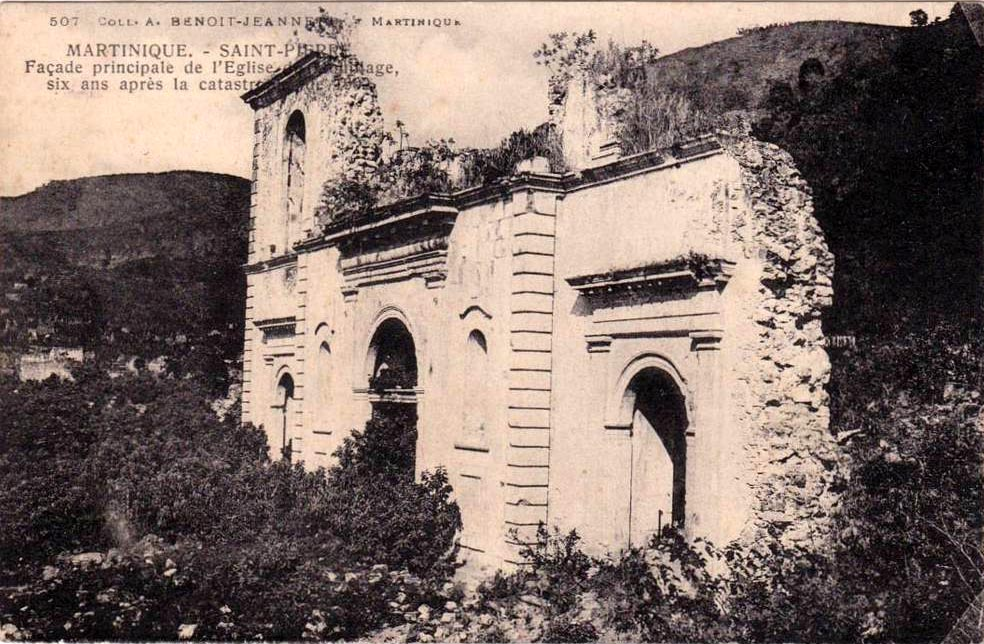
Ruines de la cathédrale de Saint-Pierre en 1908.
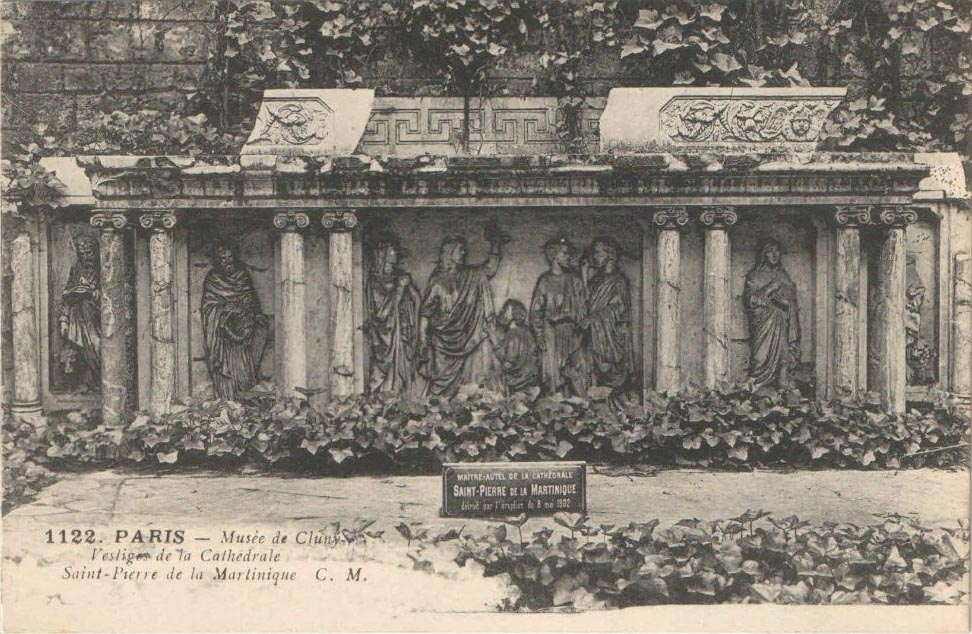
Maître-autel de la cathédrale exposé au Musée de Cluny.
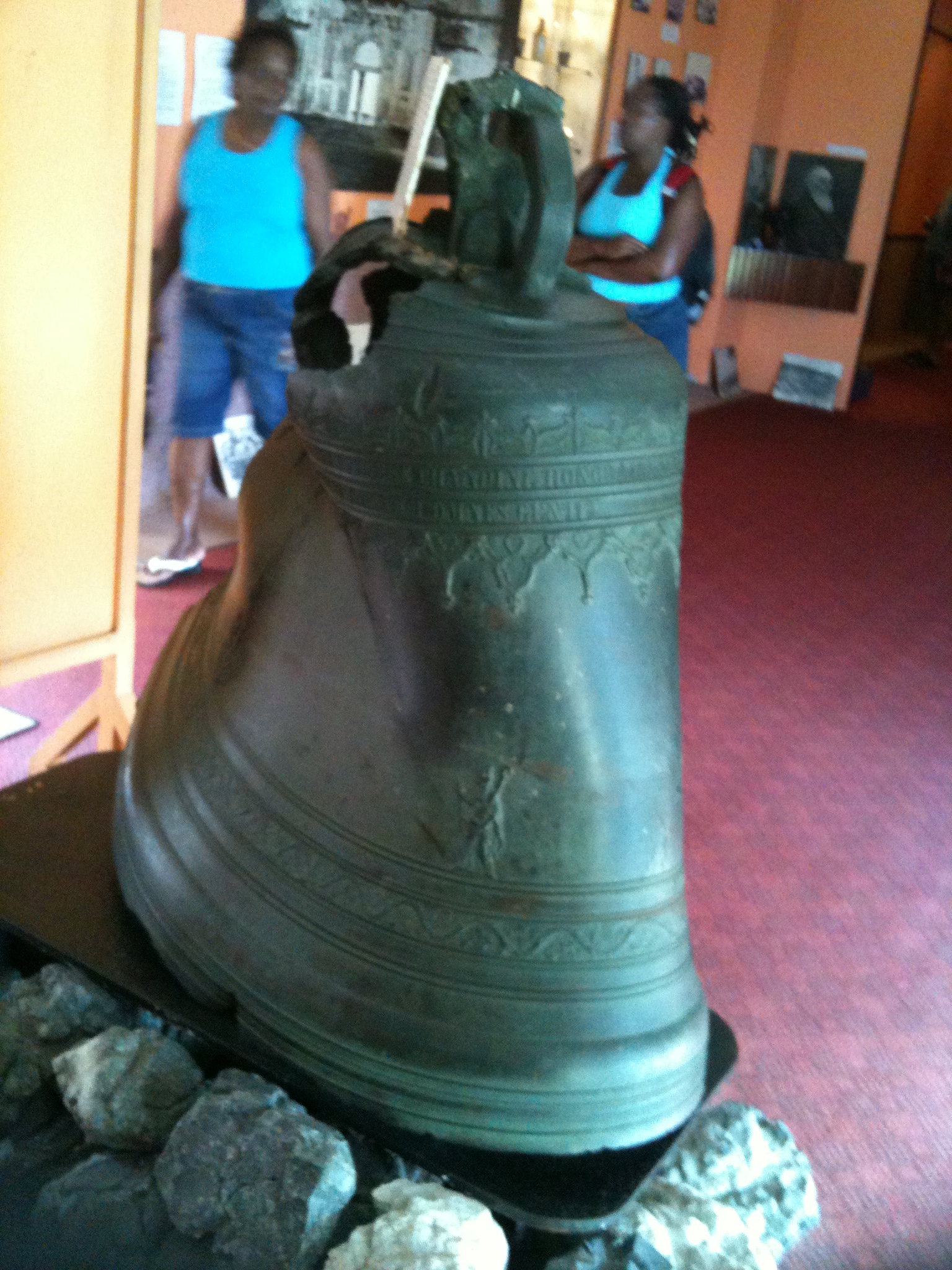
Bourdon déformé de la cathédrale.
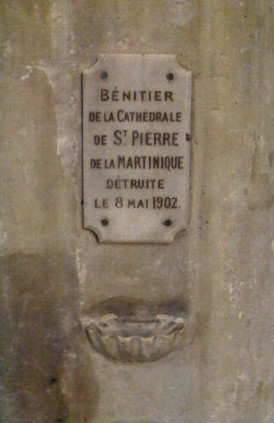
Bénitier de la cathédrale.

En 1923, Saint-Pierre retrouve son statut de municipalité et les principaux ouvrages publics sont relevés. Sous l'impulsion de Monseigneur Lequien, encouragé et soutenu financièrement par l'industriel Victor Depaz, d'importants travaux de reconstruction du bâtiment sont entrepris dès 1923, et se poursuivent jusqu'en 1929, sous la direction de l'architecte M. Touin, à partir de l'étage inférieur épargné de l'ancienne cathédrale et avec un certain nombre de caractéristiques architecturales proches de celles de l'ancien bâtiment. Les pierres de taille de l'ancien édifice sont réutilisées avec ajout de roches volcaniques et de brique pour la maçonnerie de la façade.  
Toutefois, la structure du nouvel édifice est établie en béton armé selon les plans de l'ingénieur Croquet sur les bases de l'ancienne cathédrale. La cocathédrale prend le nouveau vocable de Notre-Dame-de-l'Assomption et reçoit de nouvelles cloches en 1925. Le maître-autel en marbre blanc revient à la Martinique en 1939, mais ne retrouve pas sa place dans le nouveau bâtiment. Le clocher du nouvel édifice est achevé en 1950 et son aménagement intérieur en 1956. Anéanti avec l'ancienne cathédrale, l'orgue est remplacé par un gros harmonium, doté d'une façade néo-gothique en bois, posé sur la tribune pour accompagner les cérémonies. Cet instrument est endommagé par les termites et ne fonctionne plus depuis longtemps. 

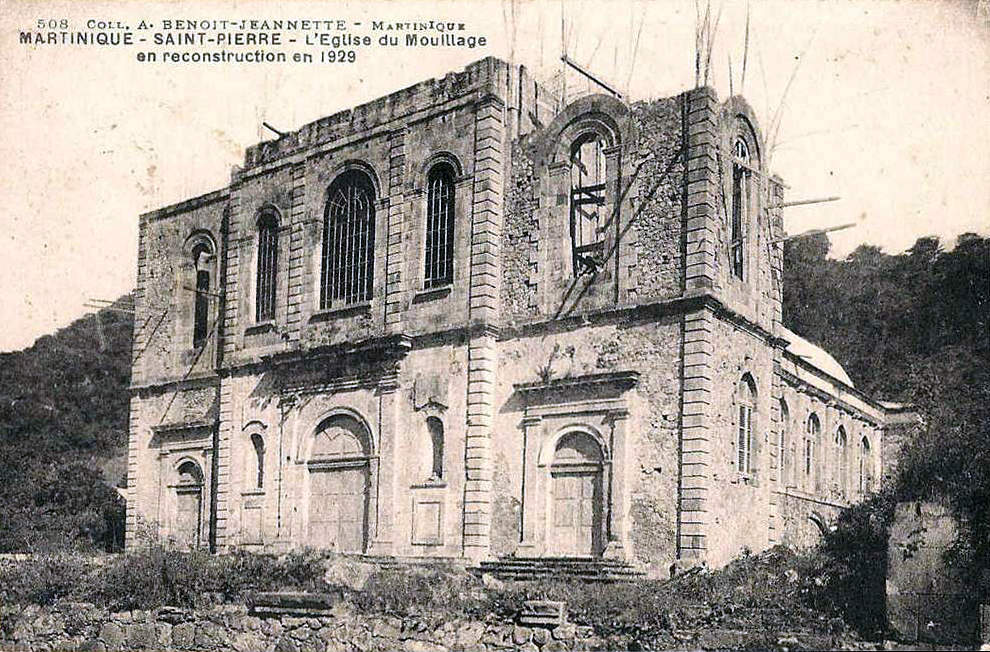
Reconstruction de la cathédrale en 1929.
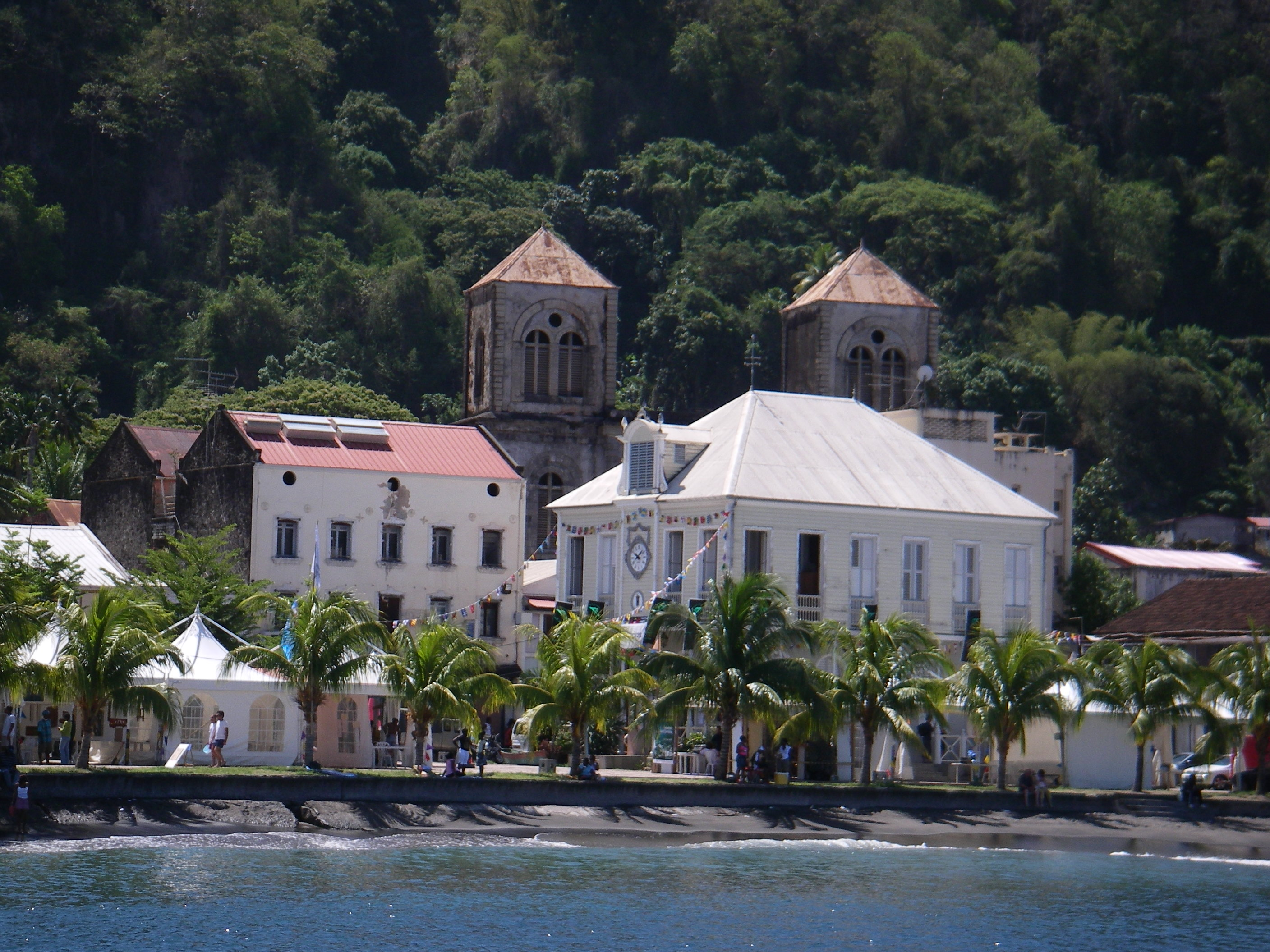
Tours de la cathédrale Notre-Dame-de-l'Assomption vues depuis la rade avant les travaux de restauration de l'édifice.
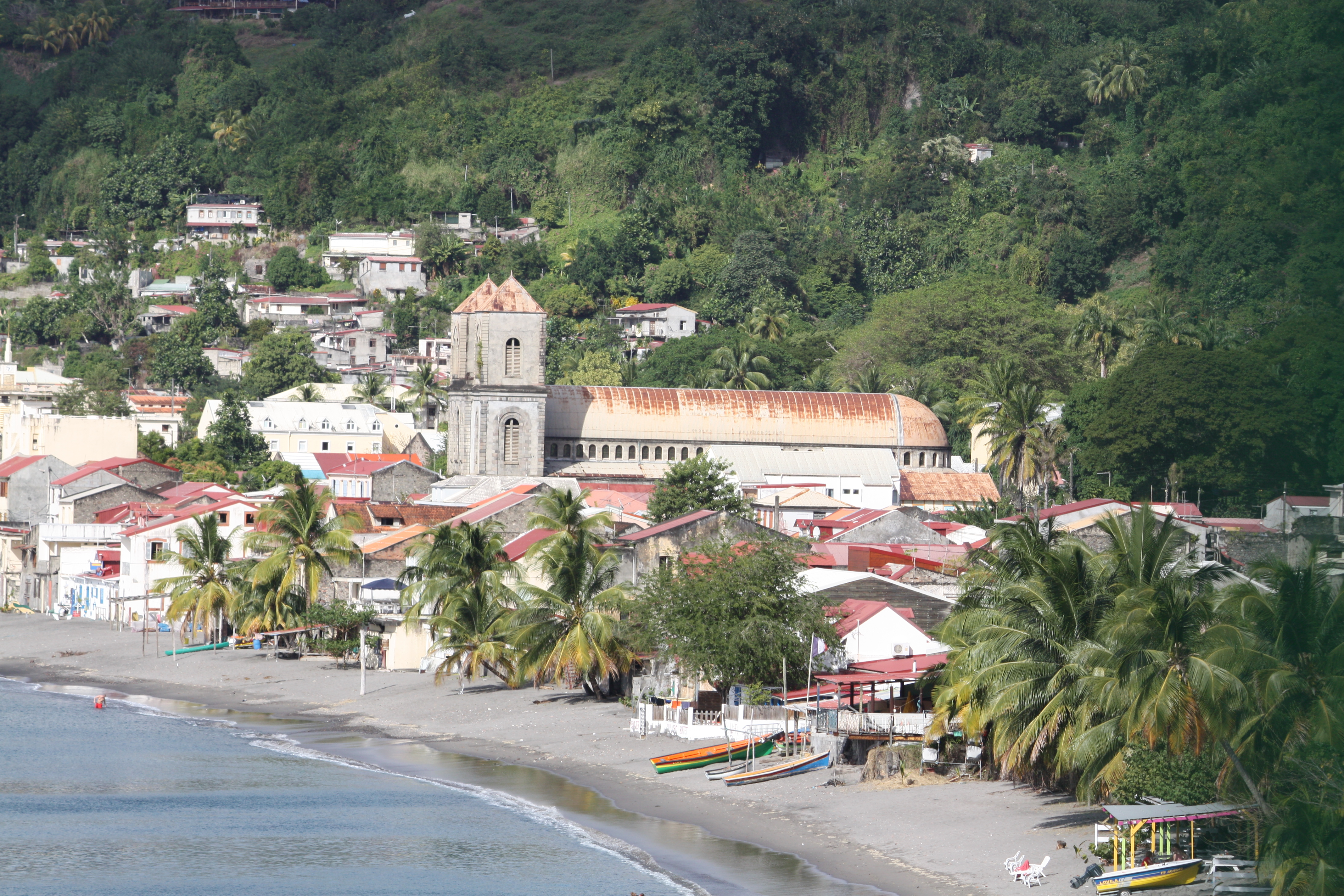
Vue de la cathédrale Notre-Dame-de-l'Assomption et du quartier du Mouillage avant les travaux de restauration de la cathédrale.

En 1979, la municipalité organise le rapatriement de la cloche de la cathédrale qui se trouvait dans les réserves du musée du Vatican et qui est finalement ramenée en Martinique en 1982. Elle se trouve actuellement exposée au musée Franck-A.-Perret.
La cocathédrale Notre-Dame du Bon Port, qui abrite la Vierge des Marins de la Garde, est inscrite à l'inventaire supplémentaire des monuments historiques le 7 mai 1980. L'arrêté du 16 mars 1995 inscrit la totalité de la cocathédrale Notre-Dame-de-l'Assomption à l'inventaire supplémentaire des monuments historiques, y compris le parvis, les vitraux et les murs de clôture. 
À l'occasion du centenaire de l'éruption de la montagne Pelée, une délégation de treize paroissiens de l'église Saint-Laurent de Paris part à Saint-Pierre remettre symboliquement une copie du bénitier relique à la paroisse de Saint-Pierre lors d'une messe solennelle de Pentecôte célébrée à l'église du Mouillage le 19 mai 2002. Certaines personnes regrettent toutefois que le vrai bénitier ne retrouve pas sa place initiale dans la cathédrale.
Depuis janvier 2015, elle fait l'objet de travaux de restauration sous la maîtrise d'œuvre de Pierre Bortolussi - Architecte en chef des Monuments historiques, puis d'Etienne Poncelet, également Architecte en chef des Monuments historiques.
La restauration subit de nombreux retards, notamment dus à la redécouverte d'une crypte abritant de nombreuses sépultures dont vraisemblablement celles de trois évêques.
La cathédrale sera finalement inaugurée le 2 avril 2024.

## Description

### Cathédrale Notre-Dame-du-Bon-Port

#### Extérieur

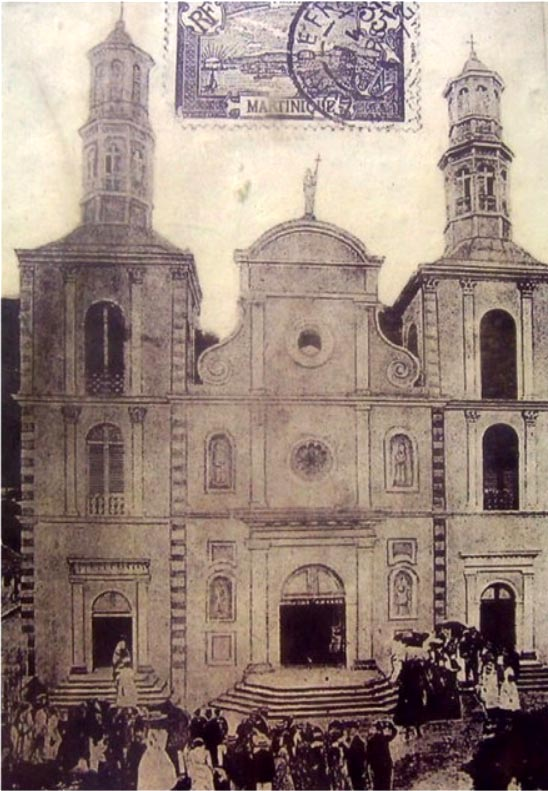
Façade de la cathédrale Notre-Dame-du-Bon-Port.

La cathédrale Notre-Dame-du-Bon-Port est une église en pierre de plan allongé à vaisseau unique orienté. Le massif antérieur comporte un avant-corps central à trois niveaux encadré par deux tours à cinq niveaux. 
Le niveau inférieur de la façade comprend une porte principale en plein cintre encadrée de deux pilastres à chapiteaux toscans. Deux niches avec statues sont placées de part et d'autre de l'entrée. Le niveau supérieur reprend l'élévation du niveau inférieur avec deux niches avec statues placées au droit des niches inférieures encadrant une petite rosace au droit de la porte. L'élévation sur deux niveaux est scandée horizontalement par des cordons moulurés et verticalement par des pilastres à chapiteaux toscans au premier niveau et corinthiens au second. Chaque angle de la façade est habillé d'un chaînage de pierre. Le troisième et dernier niveau de la façade est formé d'un grand fronton circulaire à volutes percé d’une rosace en son centre et surmonté d'une statue. 
La façade est encadrée par deux tours, placées en léger décrochage de celle-ci, s'élevant sur trois niveaux. Chaque niveau reprend le langage architectural de la façade, avec une porte encadrée par deux pilastres à chapiteaux toscans au niveau inférieur et une grande baie à clair-voie encadrée par deux pilastres à chapiteaux corinthiens au second et troisième niveaux. Chaque tour se termine par un haut clocheton hexagonal en bois à deux niveaux qui donne à l'édifice une silhouette particulièrement reconnaissable.
L'accès aux trois portes d'entrées de la cathédrale s'effectue depuis le parvis par trois escaliers semi-hexagonaux.

#### Intérieur

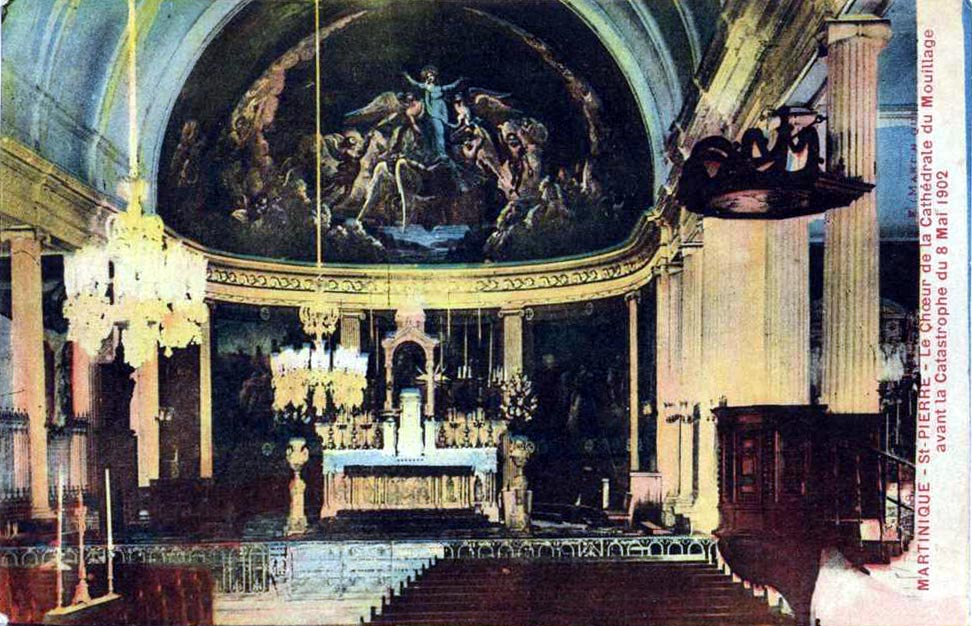
Intérieur de la cathédrale Notre-Dame-du-Bon-Port.

L'intérieur de la cathédrale Notre-Dame-du-Bon-Port est de plan basilical formé d'une nef couverte d'une voûte en berceau plein-cintre en bois peinte en bleu (couleur du ciel et couleur mariale), supportée par une architrave à décors de rinceaux soutenue par deux rangées de quatre colonnes ioniques cannelées qui séparent la nef des deux bas-côtés. La nef est occupée par plusieurs rangées de bancs en bois. Elle comporte aussi une chaire en bois accrochée à l'une des colonnes ioniques.
Le chœur de la cathédrale reprend le décor architectural de la nef et est formé d'une travée qui se termine par une grande abside avec, au niveau inférieur, trois grands panneaux peints à fresque séparés par des pilastres ioniques cannelés que surmontent, dans la voûte de l'abside, une immense fresque de l’Assomption de la Vierge Marie. L'essentiel de l'espace du chœur est occupé par la cathèdre et le grand maître-autel en marbre blanc, représentant la Cène et les quatre évangélistes, dont chaque bas-relief est encadré par un groupe de colonnettes ioniques. Il est surmonté d'un tabernacle architecturé. De part et d'autre de l'autel sont placés deux vases sur des colonnes.

### Cathédrale Notre-Dame-de-l'Assomption

#### Extérieur

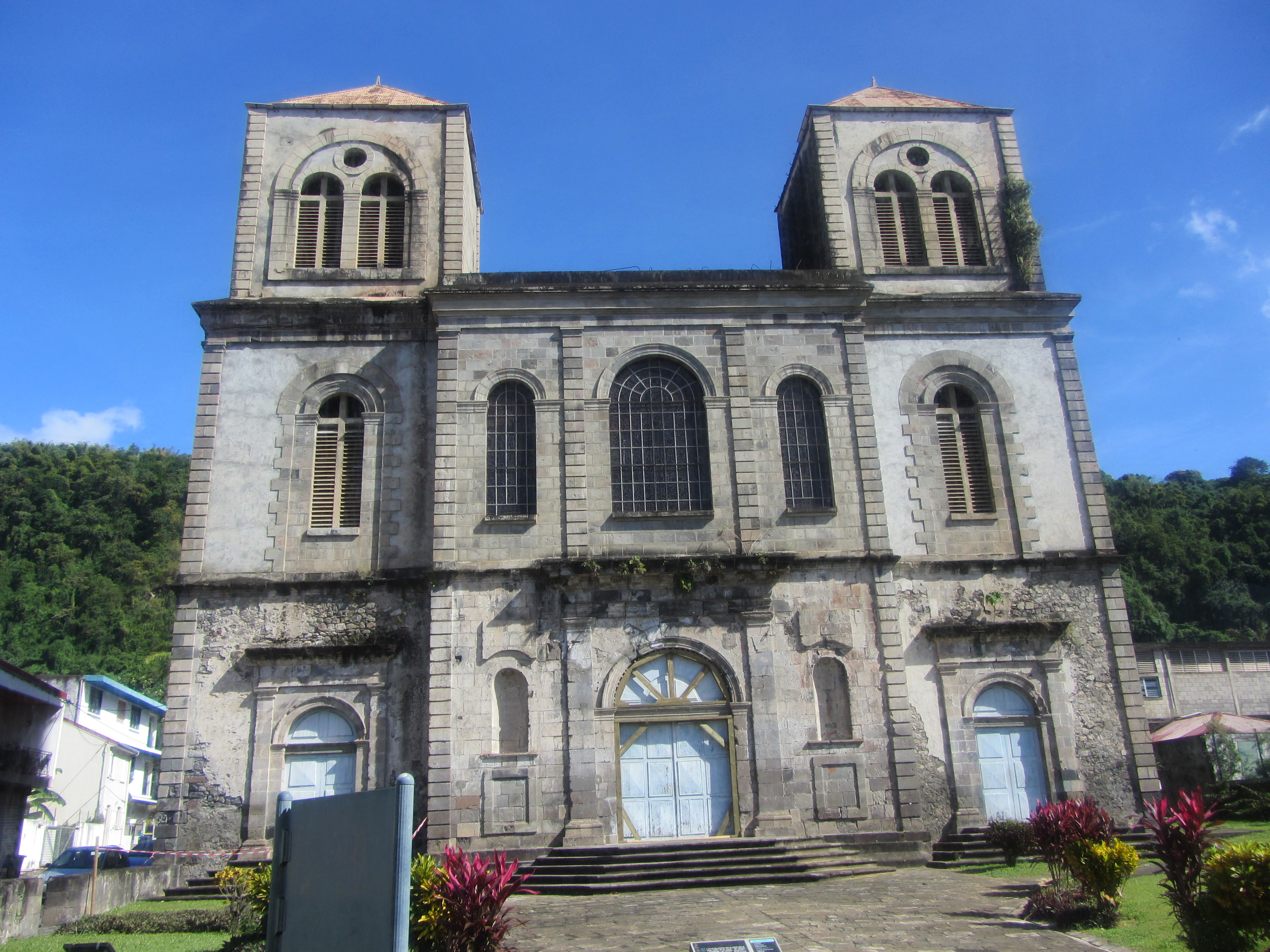
Façade de la cathédrale Notre-Dame-de-l'Assomption avant les travaux de restauration.

La cocathédrale Notre-Dame-de-l'Assomption est une église en béton armé de plan allongé à vaisseau unique orienté. Le massif antérieur comporte un avant-corps central à deux niveaux encadré par deux tours à trois niveaux. 
La niveau inférieur de la façade de la cathédrale Notre-Dame-de-l'Assomption correspond aux élévations sauvegardées de la façade de l'ancienne cathédrale Notre-Dame-du-Bon-Port. La porte principale en plein cintre est encadrée de deux pilastres à chapiteaux toscans. Deux niches sont placées de part et d'autre de l'entrée.  
Le niveau supérieur correspond aux reconstructions de 1923, avec trois baies ornées de vitraux placées au droit de chaque niche et de la porte du niveau inférieur. L'élévation sur deux niveaux est scandée horizontalement par des cordons moulurés et verticalement par des pilastres à chapiteaux toscans. 

#### Intérieur
À l'intérieur, la nef principale est précédée par le niveau inférieur de la tribune orné de deux statues polychromes adossées aux grands piliers, dont une représente Sainte Thérèse de l'Enfant Jésus vêtue d'un drapé marron avec une cape beige, et l'autre représente probablement Saint Pierre vêtu d'un drapé vert tenant les clefs du paradis. On peut trouver également une statue de Saint-Antoine de Padoue. La nef principale est couverte d'une voûte en berceau plein-cintre et se termine par un chœur en cul de four, surélevé de deux marches et orné de colonnes doriques. La nef est séparée des bas côtés par des colonnes doriques. 
Dans trois caveaux sous le maître-autel reposent les évêques décédés à Saint-Pierre : Monseigneur Le Herpeur en 1858, Monseigneur Porchez en 1860 et Monseigneur Tanoux en 1899. Le corps de Monseigneur le Herpeur a été transféré à la cathédrale Saint-Louis de Fort-de-France à la fin du XIXe siècle. 

##### Vitraux
Lors de sa reconstruction, la cocathédrale Notre-Dame-de-l'Assomption n'est pas pourvue de vitraux, mais de simples verrières colorées qui finissent par être très dégradées. À l'occasion du centenaire de l'éruption de la Montagne Pelée, le Club Soroptimist de Trinité-Saint-Pierre (organisation rassemblant des femmes investies de responsabilités dans leur profession), avec le soutien financier du Crédit agricole de la Martinique et de la Fondation du Crédit Agricole - Pays de France, se donne comme projet la mise en place de nouveaux vitraux sur la façade de la cathédrale de Saint-Pierre. Trois vitraux, réalisés par les Ateliers Simon Marq à Reims, d'après une œuvre du plasticien martiniquais Victor Anicet sur le thème de la Résurrection traité de manière non figurative, sont installés sur la façade de la cathédrale, après que leurs encadrements en pierre aient été restaurés et sont inaugurés le 8 décembre 2006 en présence de nombreuses personnalités.